# Ввозы
Ввозы (в старинных документах — также «Увозы») — деревня в Дубровском районе Брянской области, в составе Рябчинского сельского поселения. Расположена в 1,5 км к северо-западу от посёлка Серпеевский. Население — 3 человека (2010).

## История
Упоминается с XVIII века как владение Львовых (также при деревне была «дача» брянской Спасо-Гробовской церкви); с середины XIX века — владение Невиандтов. Входила в приход села Нижеровки (с 1856). С 1861 по 1924 в Алешинской волости Брянского (с 1921 — Бежицкого) уезда; позднее в Дубровской волости, Дубровском районе (с 1929).
До 2005 входила в Серпеевский сельсовет; в 1959—1969 — временно в Алешенском сельсовете.